# Kanton Creully
Kanton Creully (fr. Canton de Creully) byl francouzský kanton v departementu Calvados v regionu Dolní Normandie. Skládal se z 25 obcí. Zrušen byl v roce 2015.

## Obce kantonu
- Amblie
- Anguerny
- Anisy
- Basly
- Bény-sur-Mer
- Cairon
- Cambes-en-Plaine
- Colomby-sur-Thaon
- Coulombs
- Courseulles-sur-Mer
- Creully
- Cully
- Fontaine-Henry
- Le Fresne-Camilly
- Lantheuil
- Lasson
- Martragny
- Reviers
- Rosel
- Rucqueville
- Saint-Gabriel-Brécy
- Secqueville-en-Bessin
- Thaon
- Vaux-sur-Seulles
- Villons-les-Buissons